# Gao Tingyu
Gao Tingyu (15 december 1997, Yichun) is een Chinese langebaanschaatser. Hij blinkt vooral uit op de 500m en beschikt daarbij over een zeer snelle eerste 100m. Op 21 oktober 2016 reed Gao Tingyu een wereldrecord voor junioren op de 500m in een tijd van 34,56. Dit was het eerste wereldrecord dat werd gereden in het nieuwe Xinjiang Ice Sports Center in Ürümqi. Hij nam dit wereldrecord over van de Canadees Laurent Dubreuil.
Al op 18-jarige leeftijd maakte Gao Tingyu zijn debuut in de A-groep van de wereldbeker 500m. Hij reed op 13 december 2016 meteen naar de tweede plek bij de wedstrijden in Harbin.
Als gevolg van de Coronapandemie nam Gao Tingyu in het seizoen 2020-2021, evenals andere Aziatische schaatsers, niet deel aan internationale wedstrijden. Op 12 november 2021 baarde Gao Tingyu opzien bij wereldbekerwedstrijden in Tomaszów Mazowiecki. Hij won er de eerste 500m in 34,26 na de eerste 100m in 9,32 afgelegd te hebben. Daarmee verbrak hij het record van de snelste opening, hetgeen sinds 14 maart 2003 op naam stond van Masaaki Kobayashi. Later werd echter bekend dat Gao bij Chinese wedstrijden ruim een maand eerder ook al sneller was. Op 26 september 2021 evenaarde hij de 9,37 van Kobayashi, en op 2 oktober opende hij in 9,35 seconden. 
Bij de Olympische Winterspelen van 2022 in Peking was Gao Tingyu bij de openingsceremonie vlaggendrager namens zijn organiserende vaderland China. Op 12 februari 2022 werd hij olympisch kampioen 500m.

## Records

### Persoonlijke records
| Afstand    | Tijd    | Datum             | Baan      |
| ---------- | ------- | ----------------- | --------- |
| 500 meter  | 33,83   | 26 september 2021 | Ürümqi    |
| 1000 meter | 1.10,58 | 22 oktober 2016   | Ürümqi    |
| 1500 meter | 2.02,21 | 1 december 2013   | Changchun |
| 3000 meter | 4.31,80 | 11 januari 2013   | Shenyang  |
| 5000 meter | 7.56,33 | 29 oktober 2011   | Changchun |

## Resultaten
| Jaar | WK Sprint                | WK Afstanden         | Olympische Spelen | Wereldbeker       | WK Junioren                       |
| ---- | ------------------------ | -------------------- | ----------------- | ----------------- | --------------------------------- |
| 2016 | 24e (10e, 29e, 18e, 24e) |                      |                   | 35e 500m 0p 1000m | 56e 500m · 11e 1000m · teamsprint |
| 2017 |                          | 10e 500m             |                   | 12e 500m          |                                   |
| 2018 | NS4 · (, 22e, 8e, -)     |                      | 500m              | 20e 500m          |                                   |
| 2019 |                          | 9e 500m              |                   | 16e 500m          |                                   |
| 2020 |                          | 9e 500m · teamsprint | 9e 500m           |                   |                                   |
|      |                          |                      |                   |                   |                                   |
| 2022 |                          |                      | 500m              | 20e 500m          |                                   |
|      |                          |                      |                   |                   |                                   |
| 2024 |                          |                      |                   | 17e 500m          |                                   |
| 2025 |                          |                      |                   | 22e 500m          |                                   |

1924: Charles Jewtraw ·
1928: Clas Thunberg/Bernt Evensen ·
1932: Jack Shea ·
1936: Ivar Ballangrud ·
1948: Finn Helgesen ·
1952: Ken Henry ·
1956: Jevgeni Grisjin ·
1960: Jevgeni Grisjin ·
1964: Richard McDermott ·
1968: Erhard Keller ·
1972: Erhard Keller ·
1976: Jevgeni Koelikov ·
1980: Eric Heiden ·
1984: Sergej Fokitsjev ·
1988: Uwe-Jens Mey ·
1992: Uwe-Jens Mey ·
1994: Aleksandr Goloebev ·
1998: Hiroyasu Shimizu ·
2002: Casey FitzRandolph ·
2006: Joey Cheek ·
2010: Mo Tae-bum ·
2014: Michel Mulder ·
2018: Håvard Holmefjord Lorentzen ·
2022: Gao Tingyu